# Pan (Krater)
Koordinaten: 80° 0′ 0,7″ S, 89° 59′ 35,2″ W

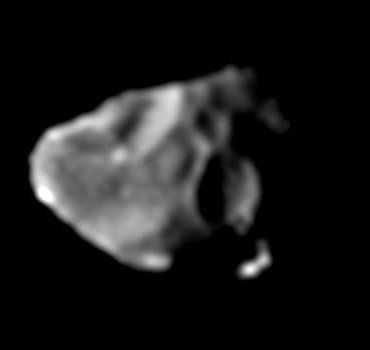
Pan erscheint im Vergleich zu Amalthea riesig.

Pan ist der größte Einschlagskrater auf dem Jupitermond Amalthea.
Sein Durchmesser liegt im Bereich von 100 km und die Tiefe beträgt 8 km. Die ungefähren Koordinaten des Zentrums liegen bei -80.000000, -90.000000. Pan wurde 1979 auf den Bildern der Raumsonde Voyager 1 entdeckt und später von Galileo detaillierter fotografiert.

## Namensgebung
Der Krater wurde 1979 von der IAU nach Pan dem Hirtengott benannt.